# Dzjanis Koŭba
Dzjanis Koŭba (in bielorusso Дзяніс Юр’евіч Коўба?, in russo Денис Юрьевич Ковба?, Denis Jur'evič Kovba; Vicebsk, 6 settembre 1979 – Mosca, 18 novembre 2021) è stato un calciatore bielorusso, di ruolo centrocampista.

## Biografia
È scomparso nel novembre 2021 all'età di 42 anni per complicazioni da COVID-19.

## Carriera

### Club
Ha militato per molti anni nelle file del Kryl'ja Sovetov Samara, di cui è il secondo giocatore con più presenze di tutti i tempi (260) dopo Anton Bober.
Nel 2009-2010 è stato tra le file dello Sparta Praga, con cui ha vinto il campionato ceco di quell'anno. Si è ritirato nel 2012, intraprendendo la carriera di assistente allenatore proprio al Samara.
Tuttavia nel 2021 era tornato a giocare nelle file del Gorodok Lions, in seconda divisione bielorussa.

### Nazionale
Ha disputato 36 presenze e 2 reti con la nazionale bielorussia. Ha esordito il 17 maggio 2002 nella sfida amichevole vinta 6-5 ai calci di rigore contro la Russia, mentre il primo gol è arrivato il 18 agosto 2004, nella amichevole vinta 1-2 sul campo della Turcha.
La sua ultima presenza con la maglia della nazionale risale al 6 giugno 2007, nella sfida persa per 2-1 contro la Bulgaria valida per le qualificazioni ad Euro 2008.

## Statistiche

### Cronologia presenze e reti in nazionale
| Cronologia completa delle presenze e delle reti in nazionale ― Bielorussia | Cronologia completa delle presenze e delle reti in nazionale ― Bielorussia | Cronologia completa delle presenze e delle reti in nazionale ― Bielorussia | Cronologia completa delle presenze e delle reti in nazionale ― Bielorussia | Cronologia completa delle presenze e delle reti in nazionale ― Bielorussia | Cronologia completa delle presenze e delle reti in nazionale ― Bielorussia | Cronologia completa delle presenze e delle reti in nazionale ― Bielorussia | Cronologia completa delle presenze e delle reti in nazionale ― Bielorussia |
| Data                                                                       | Città                                                                      | In casa                                                                    | Risultato                                                                  | Ospiti                                                                     | Competizione                                                               | Reti                                                                       | Note                                                                       |
| -------------------------------------------------------------------------- | -------------------------------------------------------------------------- | -------------------------------------------------------------------------- | -------------------------------------------------------------------------- | -------------------------------------------------------------------------- | -------------------------------------------------------------------------- | -------------------------------------------------------------------------- | -------------------------------------------------------------------------- |
| 17-5-2002                                                                  | Mosca                                                                      | Russia                                                                     | 1 – 1 dts (5 – 6 dtr)                                                      | Bielorussia                                                                | Amichevole                                                                 | -                                                                          | 73’                                                                        |
| 19-5-2002                                                                  | Mosca                                                                      | Ucraina                                                                    | 0 – 2                                                                      | Bielorussia                                                                | Amichevole                                                                 | -                                                                          | 50’                                                                        |
| 21-8-2002                                                                  | Riga                                                                       | Lettonia                                                                   | 2 – 4                                                                      | Bielorussia                                                                | Amichevole                                                                 | -                                                                          | 73’                                                                        |
| 7-9-2002                                                                   | Eindhoven                                                                  | Paesi Bassi                                                                | 3 – 0                                                                      | Bielorussia                                                                | Qual. Euro 2004                                                            | -                                                                          | 82’                                                                        |
| 29-3-2003                                                                  | Minsk                                                                      | Bielorussia                                                                | 2 – 1                                                                      | Moldavia                                                                   | Qual. Euro 2004                                                            | -                                                                          | 87’                                                                        |
| 2-4-2003                                                                   | Borisov                                                                    | Bielorussia                                                                | 2 – 2                                                                      | Uzbekistan                                                                 | Amichevole                                                                 | -                                                                          | 46’                                                                        |
| 30-4-2003                                                                  | Tashkent                                                                   | Uzbekistan                                                                 | 1 – 2                                                                      | Bielorussia                                                                | Amichevole                                                                 | -                                                                          | 46’                                                                        |
| 7-6-2003                                                                   | Minsk                                                                      | Bielorussia                                                                | 0 – 2                                                                      | Paesi Bassi                                                                | Qual. Euro 2004                                                            | -                                                                          | 75’                                                                        |
| 11-6-2003                                                                  | Innsbruck                                                                  | Austria                                                                    | 5 – 0                                                                      | Bielorussia                                                                | Qual. Euro 2004                                                            | -                                                                          | 55’                                                                        |
| 20-7-2003                                                                  | Borisov                                                                    | Bielorussia                                                                | 2 – 1                                                                      | Iran                                                                       | Amichevole                                                                 | -                                                                          |                                                                            |
| 18-2-2004                                                                  | Nicosia                                                                    | Bielorussia                                                                | 0 – 2                                                                      | Romania                                                                    | Amichevole                                                                 | -                                                                          |                                                                            |
| 20-2-2004                                                                  | Larnaka                                                                    | Bielorussia                                                                | 4 – 1                                                                      | Lettonia                                                                   | Amichevole                                                                 | -                                                                          | 82’                                                                        |
| 28-4-2004                                                                  | Borisov                                                                    | Bielorussia                                                                | 1 – 0                                                                      | Lituania                                                                   | Amichevole                                                                 | -                                                                          | 46’                                                                        |
| 18-8-2004                                                                  | Istanbul                                                                   | Turchia                                                                    | 1 – 2                                                                      | Bielorussia                                                                | Amichevole                                                                 | 1                                                                          | 64’                                                                        |
| 9-10-2004                                                                  | Borisov                                                                    | Bielorussia                                                                | 4 – 0                                                                      | Moldavia                                                                   | Qual. Mondiali 2006                                                        | -                                                                          | 79’                                                                        |
| 13-10-2004                                                                 | Parma                                                                      | Italia                                                                     | 4 – 3                                                                      | Bielorussia                                                                | Qual. Mondiali 2006                                                        | -                                                                          | 76’                                                                        |
| 22-11-2004                                                                 | Abu Dhabi                                                                  | Emirati Arabi Uniti                                                        | 2 – 3                                                                      | Bielorussia                                                                | Amichevole                                                                 | -                                                                          |                                                                            |
| 9-2-2005                                                                   | Grodzisk Wielkopolski                                                      | Polonia                                                                    | 1 – 3                                                                      | Bielorussia                                                                | Amichevole                                                                 | -                                                                          | 46’                                                                        |
| 30-3-2005                                                                  | Celje                                                                      | Slovenia                                                                   | 1 – 1                                                                      | Bielorussia                                                                | Qual. Mondiali 2006                                                        | -                                                                          |                                                                            |
| 4-6-2005                                                                   | Minsk                                                                      | Bielorussia                                                                | 1 – 1                                                                      | Slovenia                                                                   | Qual. Mondiali 2006                                                        | -                                                                          |                                                                            |
| 8-6-2005                                                                   | Minsk                                                                      | Bielorussia                                                                | 0 – 0                                                                      | Scozia                                                                     | Qual. Mondiali 2006                                                        | -                                                                          |                                                                            |
| 17-8-2005                                                                  | Vilnius                                                                    | Lituania                                                                   | 1 – 0                                                                      | Bielorussia                                                                | Amichevole                                                                 | -                                                                          | 70’                                                                        |
| 7-9-2005                                                                   | Minsk                                                                      | Bielorussia                                                                | 1 – 4                                                                      | Italia                                                                     | Qual. Mondiali 2006                                                        | -                                                                          |                                                                            |
| 8-10-2005                                                                  | Glasgow                                                                    | Scozia                                                                     | 0 – 1                                                                      | Bielorussia                                                                | Qual. Mondiali 2006                                                        | -                                                                          |                                                                            |
| 12-10-2005                                                                 | Borisov                                                                    | Bielorussia                                                                | 0 – 1                                                                      | Norvegia                                                                   | Qual. Mondiali 2006                                                        | -                                                                          | 58’                                                                        |
| 28-2-2006                                                                  | Limassol                                                                   | Grecia                                                                     | 1 – 0                                                                      | Bielorussia                                                                | Amichevole                                                                 | -                                                                          | 57’                                                                        |
| 1-3-2006                                                                   | Paphos                                                                     | Finlandia                                                                  | 2 – 2 dts (7 – 6 dtr)                                                      | Bielorussia                                                                | Amichevole                                                                 | -                                                                          | 46’                                                                        |
| 30-5-2006                                                                  | Radès                                                                      | Tunisia                                                                    | 3 – 0                                                                      | Bielorussia                                                                | Amichevole                                                                 | -                                                                          | 67’                                                                        |
| 2-6-2006                                                                   | Tunisi                                                                     | Bielorussia                                                                | 1 – 1                                                                      | Libia                                                                      | Amichevole                                                                 | -                                                                          |                                                                            |
| 16-8-2006                                                                  | Borisov                                                                    | Bielorussia                                                                | 3 – 0                                                                      | Andorra                                                                    | Amichevole                                                                 | -                                                                          |                                                                            |
| 2-9-2006                                                                   | Minsk                                                                      | Bielorussia                                                                | 2 – 2                                                                      | Albania                                                                    | Qual. Euro 2008                                                            | -                                                                          |                                                                            |
| 6-9-2006                                                                   | Eindhoven                                                                  | Paesi Bassi                                                                | 3 – 0                                                                      | Bielorussia                                                                | Qual. Euro 2008                                                            | -                                                                          |                                                                            |
| 11-10-2006                                                                 | Borisov                                                                    | Bielorussia                                                                | 4 – 2                                                                      | Slovenia                                                                   | Qual. Euro 2008                                                            | 1                                                                          |                                                                            |
| 15-11-2006                                                                 | Tallinn                                                                    | Estonia                                                                    | 2 – 1                                                                      | Bielorussia                                                                | Amichevole                                                                 | -                                                                          | 62’                                                                        |
| 2-6-2007                                                                   | Minsk                                                                      | Bielorussia                                                                | 0 – 2                                                                      | Bulgaria                                                                   | Qual. Euro 2008                                                            | -                                                                          |                                                                            |
| 6-6-2007                                                                   | Sofia                                                                      | Bulgaria                                                                   | 2 – 1                                                                      | Bielorussia                                                                | Qual. Euro 2008                                                            | -                                                                          |                                                                            |
| Totale                                                                     |                                                                            | Presenze                                                                   | 36                                                                         |                                                                            | Reti                                                                       | 2                                                                          |                                                                            |

## Palmares

### Club

#### Competizioni nazionali
- Campionato ceco: 1

Sparta Praga: 2009-2010